# Domenico Passionei
Domenico Silvio, hrabia Passionei (ur. 2 grudnia 1682 w Fossombrone, zm. 5 lipca 1761 w Camaldoli) – włoski dyplomata w służbie Watykanu, kardynał.

## Życiorys
Przedstawiciel Papiestwa na kongresie w Utrechcie (1709–1712) i na kongresie pokojowym w Baden. W roku 1721 został arcybiskupem Efezu. W latach 1721–1730 był nuncjuszem w Szwajcarii. W 1738 został kardynałem. W latach 1730–1738 był nuncjuszem w Wiedniu. Wziął udział w konklawe 1740 jako kardynał prezbiter San Bernardo alla Terme; opat komendatoryjny Farfa; sekretarz Listów Apostolskich i w konklawe 1758 jako kardynał prezbiter Santa Prassede; komendatariusz kościoła prezbiterialnego San Bartolomeo all’Isola; sekretarz Listów Apostolskich; Bibliotekarz Świętego Kościoła Rzymskiego.